# Culex iyengari
Culex iyengari är en tvåvingeart som beskrevs av Mattilngly och Rageau 1958. Culex iyengari ingår i släktet Culex och familjen stickmyggor. Inga underarter finns listade i Catalogue of Life.